# Gemma Merna

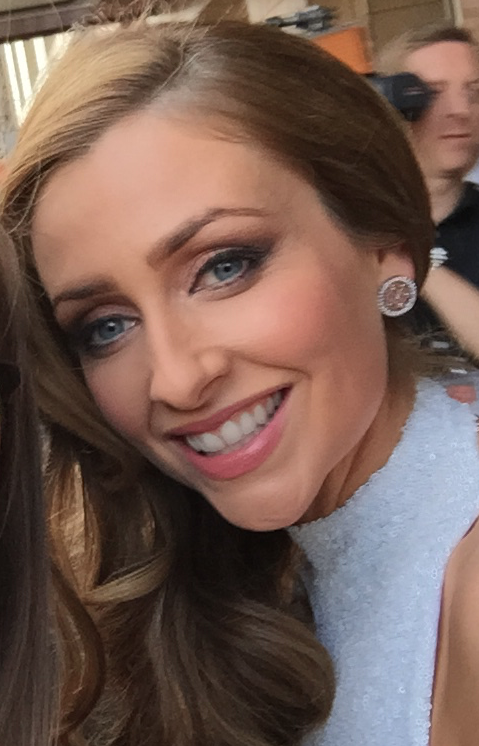
Gemma Merna (2015)

Gemma Merna (* 11. Oktober 1984 in Cleethorpes, Lincolnshire, England) ist eine britische Schauspielerin und Model.
Bekannt ist sie für die Rolle der Carmel Valentine in der Channel-4-Serie Hollyoaks.
2007 gewann sie den Titel Best Comedy Performance bei den British Soap Awards.

## Filmografie
- Little Britain
- 2006–2014: Hollyoaks (Fernsehserie, 576 Folgen)
- 2008: Big Brother: Celebrity Hijack
- 2009: Hole in the Wall
- 2009–2010: Hollyoaks Later (Fernsehserie, 6 Folgen)
- 2017: Doctors (Fernsehserie, Folge 19x31)
- 2022: Brassic (Fernsehserie, Folge 4x08)